# Sokol Pardubice
Sokol Pardubice je pardubický sportovní klub.
Do klubu patří superligový florbalový oddíl Sokoli Pardubice. Mezi další sporty klubu patří například volejbal, karate, basketbal a gymnastika. Součástí zrekonstruovaného Sokola jsou horolezecká stěnu, venkovní areál, nafukovací hala, volejbalový areál, atletickou hala i tunel.

## Historie

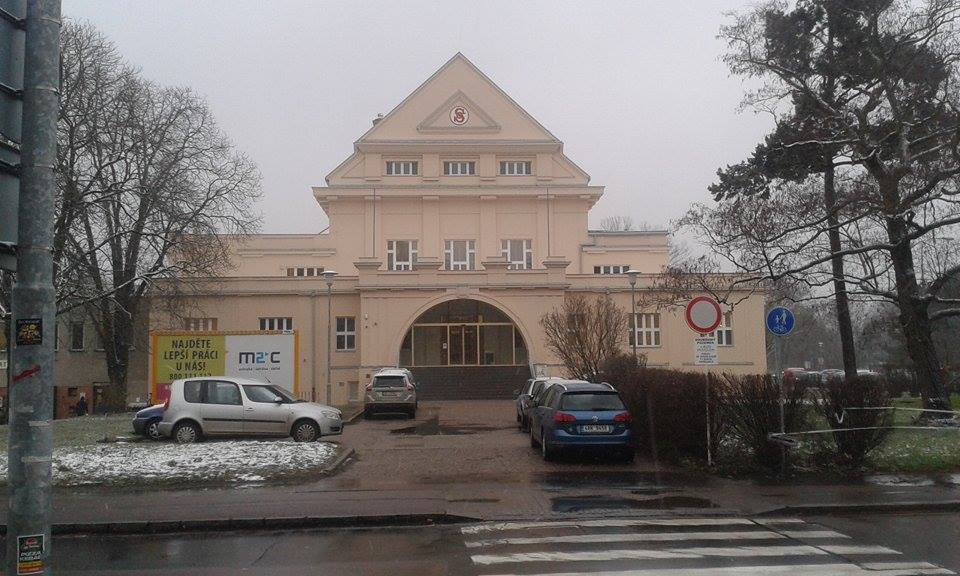
Sokol Pardubice

Sokol v Pardubicích byl založen v červnu 1863. Po několika téměř nečinných letech v roce 1867 byla činnost obnovena a prvním starostou se stal Václav Bubeník, který byl zároveň starostou města. První cvičení se konala ve zdarma propůjčené chodbě městské reálky. Pravidelně začalo cvičení žáků a žákyň měšťanských škol. Sokolové pořádali pravidelně výlety a veřejná venkovní cvičení. V roce 1877 zřídila obec letní tělocvičnu na Olšinkách. V zimě se cvičilo v reálce. Sokolové rozvíjeli svoji činnost v různých sportech a také na poli vzdělávacím a společenském. Roky byly tlaky na postavení vlastní tělocvičny, ale z různých důvodů k tomu nedocházelo – první světová válka, vysoký náklad na stavbu apod. Až v roce 1919 se rozhodlo o stavbě sokolovny na Olšinkách a ta byla dokončena v roce 1923. Po postavení sokolovny se úspěšně rozvíjela činnost ve sportech jako volejbal, basketbal, házená, veslování, lyžování, gymnastika, atletika a další. Sokol v Pardubicích se může pyšnit výraznými úspěšnými sportovci a závodníky. Za druhé světové války zabrali sokolovnu Němci, ale cvičení pokračovalo v jiných tělocvičnách. V roce 1941 byla činnost Sokola zastavena. Po skončení války byly sokolovna a hřiště uvedeny do provozu a od září 1945 bylo zahájeno pravidelné sokolské cvičení. V roce 1948 došlo ke sjednocení tělesné výchovy a sportu a to se stalo počátkem likvidace veškerého sokolstva. V nové jednotě nazvané Dynamo zůstali i ti, kteří chtěli předat mladším vše, co jim Sokol dal. Sporty i velká členská základna ZRTV se úspěšně rozvíjely. Nepřestával ani společenský život a bylo pokračováno např. v pořádání velmi oblíbených šibřinek až do roku 1974.
Po roce 1989 došlo k obnovení Sokola, převzetí majetku sokolovny a hřiště. Pod hlavičkou Tělocvičná jednota Sokol Pardubice i nyní funguje oddíl basketbalu, florbalu, jógy, moderního sportovního karate, sokolské všestrannosti, sportovní gymnastiky, turistiky a volejbalu.